# Liste der Einträge im National Register of Historic Places im Lafayette County (Wisconsin)

Lage des Lafayette County in Wisconsin

Die Liste der Registered Historic Places im Lafayette County in Wisconsin führt alle Bauwerke und historischen Stätten im Lafayette County auf, die in das National Register of Historic Places aufgenommen wurden.

## Legende
| NRHP | Historic Place    |
| HD   | Historic District |

## Aktuelle Einträge
| {{{2}}}Lfd. Nr. | {{{2}}} Name im NRHP                      | {{{2}}} Bild                | {{{2}}}Jahr der Eintragung | {{{2}}}Adresse / Lage | {{{2}}}Ort     | {{{2}}} NRHP-ID |
| --------------- | ----------------------------------------- | --------------------------- | -------------------------- | --- | -------------- | --------------- |
| 1               | Benton Stone Water Tower                  |                             | 1999                       | 49 Water Street 42° 34′ 15″ N, 90° 22′ 58″ W | Benton         | 98001598        |
| 2               | First Capitol                             | First Capitol               | 1970                       | Nördlich von Belmont abseits des U.S. Highway 151 42° 46′ 7″ N, 90° 21′ 45″ W                                                                                              | Belmont        | 70000036        |
| 3               | Gratiot House                             |                             | 1980                       | Südlich von Shullsburg an der Rennick Road 42° 33′ 9″ N, 90° 13′ 52″ W | Shullsburg     | 80000153        |
| 4               | Lafayette County Courthouse               | Lafayette County Courthouse | 1978                       | 626 Main Street 42° 40′ 57″ N, 90° 7′ 6″ W | Darlington     | 78000114        |
| 5               | Main Street Historic District             |                             | 1994                       | Abgegrenzt durch Main Street, Ann Street, Louisa Street und Wells Street 42° 40′ 46″ N, 90° 7′ 4″ W                                                                        | Darlington     | 94001210        |
| 6               | Mottley Family Farmstead                  |                             | 2001                       | 21496 Ivey Road 42° 48′ 14″ N, 90° 8′ 45″ W | Willow Springs | 01000564        |
| 7               | Pecatonica Battlefield                    | Pecatonica Battlefield      | 2011                       | 2995 County Road Y 42° 39′ 41″ N, 89° 52′ 36″ W | Wiota          | 11000488        |
| 8               | Prairie Spring Hotel                      |                             | 1999                       | Südwestlich von Willow Springs an der WI 23 42° 48′ 4″ N, 90° 7′ 55″ W | Willow Springs | 99001273        |
| 9               | Saint Augustine Church                    | Saint Augustine Church      | 1972                       | Abseits der County Road W 42° 31′ 59″ N, 90° 20′ 1″ W | New Diggings   | 72000057        |
| 10              | Star Theatre                              |                             | 1980                       | 200 South North Street 42° 41′ 59″ N, 89° 52′ 2″ W | Argyle         | 80000154        |
| 11              | Water Street Commercial Historic District |                             | 1990                       | Abgegrenzt von der Water Street zwischen Judgement Street und Kennedy Street sowie der Gratiot Street zwischen Water Street und Church Street 42° 34′ 32″ N, 90° 14′ 20″ W | Shullsburg     | 90000998        |